# Bão Hector (2018)

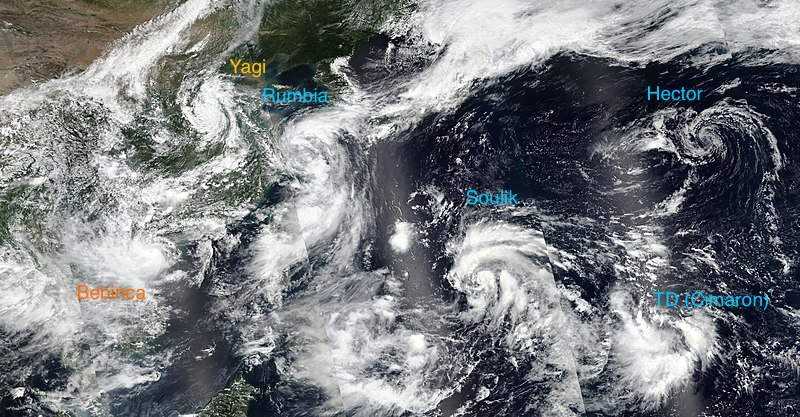
Các cơn bão Bebinca, Yagi, Rumbia, Leepi, Soulik, Hector, Cimaron đồng hoạt động vào ngày 16/8/2018

Bão Hector là một cơn bão nhiệt đới mạnh đi qua phía nam của Đảo Lớn Hawaii. Hector là cơn bão mạnh nhất ở Đông Thái Bình Dương về gió mạnh kéo dài kể từ Patricia vào năm 2015 và Sandra từ cùng một năm về áp lực tối thiểu, và cường độ cao nhất ở Trung Thái Bình Dương kể từ Ioke năm 2006. cơn bão thứ tư, và cơn bão lớn thứ ba của mùa bão 2018 Thái Bình Dương, Hector có nguồn gốc từ một khu vực của áp thấp hình thành một vài trăm dặm về phía tây-tây nam Mexico vào ngày 28. Giữa điều kiện thời tiết thuận lợi, một áp thấp nhiệt đới hình thành một vài ngày sau đó vào ngày 31 tháng 7. Cuộc khủng hoảng tiếp tục tăng cường và trở thành cơn bão nhiệt đới Hector vào ngày hôm sau. Hector đã trở thành một cơn bão vào ngày 2 tháng 8, và nhanh chóng tăng cường thành một cơn bão cấp 2 mạnh vào cuối ngày hôm đó. Sau khi suy yếu trong khi trải qua một chu kỳ thay thế kính mắt, Hector nhanh chóng tăng cường vào cơn bão cấp 4 vào cuối ngày 4 tháng 8. Hệ thống này đã suy yếu trở lại cơn bão cấp 3 trước khi lấy lại sức mạnh loại 4 vào ngày 5 tháng 8 và sau đó tăng cường dần để đạt cường độ đỉnh Ngày 7 tháng 8 là cơn bão cấp 4 cấp cao. Tại thời điểm cường độ đỉnh của cơn bão, cơn bão thể hiện đặc điểm của một cơn bão nhiệt đới hình khuyên. Ngay sau khi đạt đỉnh điểm, Hector bắt đầu một giai đoạn suy yếu ổn định trong vài ngày tới khiến cơn bão quay trở lại trạng thái Loại 3.Vào ngày 08 tháng 8 lúc 21:00 UTC, Hector thông qua khoảng 200 dặm (320 km) về phía nam của đảo Big Hawaii.

## Lịch sử khí tượng
Vào ngày 26 tháng 7, Trung tâm Bão quốc gia chỉ ra rằng diện tích áp suất thấp được dự báo sẽ tạo thành một vài trăm dặm về phía nam-tây nam Mexico vào đầu tuần tới. Hai ngày sau, vào ngày 28, một khu vực rộng lớn của áp thấp hình thành vài trăm dặm về phía nam-đông nam của Acapulco, Mexico. Hệ thống này dần dần phát triển trong vài ngày tới và hình thành một áp thấp nhiệt đới vào ngày 31 tháng 7. NHC đã chỉ định là Áp thấp nhiệt đới 10-E. Sáu giờ sau, vào ngày 1 tháng 8, trầm cảm được củng cố thành một cơn bão nhiệt đới và được đặt tên Hector. NHC dự đoán sau đó trong ngày tăng cường ổn định sẽ xảy ra trong vòng 96 đến 120 giờ tới, do điều kiện thời tiết thuận lợi, và dẫn đến sự hình thành của một cơn bão.
Trong vài ngày tới, Hector thường đi về phía tây mà không có nhiều vĩ độ. Vào ngày 1 tháng 8, Hector bắt đầu tăng cường nhanh chóng và gần sức mạnh bão vào lúc 02:00 UTC vào ngày 2 tháng 8. Đồng thời, hình ảnh vi sóng cho thấy sự xuất hiện của mắt giữa và sự tăng cường nhanh chóng sẽ sớm diễn ra. Trong 12 giờ tiếp theo, Hector nhanh chóng tăng cường thành một cơn bão cấp 2 mạnh với sức gió duy trì tối đa 110 mph (175 km/h) và áp suất trung tâm tối thiểu 973 mbar (28,74 inHg). Tại thời điểm này, Hector là một cơn bão nhỏ, với lực lượng bão gió chỉ kéo dài 15 dặm (25 km) và lực lượng bão nhiệt đới gió 60 dặm (95 km) từ trung tâm. Do kích thước nhỏ của Hector, sự biến động nhanh về sức mạnh là có thể. Đến 15:00 UTC vào ngày 3 tháng 8, đã bị suy yếu thành cơn bão cấp 1. Sự suy yếu của Hector là do sự kết hợp của gió nhẹ cắt từ phía bắc cũng như không khí khô. Trong thời gian này, Hector cũng bắt đầu trải qua một chu kỳ thay thế kính mắt, điều này cuối cùng đã dẫn đến việc tăng cường khi kết thúc của nó.